# Clorartinita
La clorartinita és un mineral de la classe dels carbonats. Rep el seu nom com a anàleg amb clor de l'artinita.

## Característiques
La clorartinita és un carbonat de fórmula química Mg₂(CO₃)Cl(OH)(H₂O)·H₂O. Va ser aprovada com a espècie vàlida per l'Associació Mineralògica Internacional l'any 1996. Cristal·litza en el sistema trigonal.
Segons la classificació de Nickel-Strunz, la clorartinita pertany a «05.DA: Carbonats amb anions addicionals, amb H₂O, amb cations de mida mitjana» juntament amb els següents minerals: dypingita, hidromagnesita, giorgiosita, widgiemoolthalita, artinita, indigirita, otwayita, zaratita, kambaldaïta, cal·laghanita, claraïta, hidroscarbroïta, scarbroïta, caresita, quintinita, charmarita, stichtita-2H, brugnatel·lita, clormagaluminita, hidrotalcita-2H, piroaurita-2H, zaccagnaïta, comblainita, desautelsita, hidrotalcita, piroaurita, reevesita, stichtita i takovita.

## Formació i jaciments
Va ser descoberta a l'avenç del nord de l'erupció de la Gran Fissura del volcà Tolbàtxik, situat a l'óblast de Kamtxatka, al districte Federal de l'Extrem Orient, Rússia. També ha estat descrita a Kenton, al comtat de Houghton, Michigan (Estats Units). Es tracta dels dos únic indrets on ha estat trobada aquesta espècie.